# Atletika na Letních olympijských hrách 1896 – 800 metrů muži
Běh na 800 metrů byl atletický závod, jehož rozeběhy se na olympijských hrách v roce 1896 uskutečnily 6. dubna a finále 9. dubna.

## Finálové pořadí
| Pořadí           | Sportovec               | Výkon           |
| ---------------- | ----------------------- | --------------- |
| Zlatá medaile    | Edwin Flack (AUS)       | 2:11.0          |
| Stříbrná medaile | Nándor Dáni (HUN)       | 2:11.8          |
| Bronzová medaile | Dimitrios Golemis (GRE) | 2:28.0          |
| 4.               | Albin Lermusiaux (FRA)  | diskvalifikován |